# ريتشارد فان غيلدر
ريتشارد فـان غيلدر (بالإنجليزية: Richard Van Gelder)‏ هو عالم حيوانات أمريكي، ولد في 17 ديسمبر 1928 في الولايات المتحدة، وتوفي في 23 فبراير 1994.